# Kemenespálfa, Vas
Kemenespálfa  este un sat în districtul Celldömölk, județul Vas, Ungaria, având o populație de 427 de locuitori (2011). 

## Demografie
Componența etnică a satului Kemenespálfa
     Maghiari (100%)
Componența confesională a satului Kemenespálfa
     Romano-catolici (55,04%)
     Luterani (23,65%)
     Fără religie (1,64%)
     Reformați (1,41%)
     Necunoscută (18,27%)
     Alte religii (0,7%)
Conform recensământului din 2011, satul Kemenespálfa avea 427 de locuitori. Din punct de vedere etnic, majoritatea locuitorilor (100,0%) erau maghiari.  Din punct de vedere confesional, majoritatea locuitorilor (55,04%) erau romano-catolici, existând și minorități de luterani (23,65%), persoane fără religie (1,64%) și reformați (1,41%). Pentru 18,27% din locuitori nu este cunoscută apartenența confesională.